# Boeckella symmetrica
Boeckella symmetrica is een eenoogkreeftjessoort uit de familie van de Centropagidae. De wetenschappelijke naam van de soort werd in 1908 voor het eerst geldig gepubliceerd door Georg Ossian Sars.